# Heidi Keil
Heidemarie „Heidi“ Christine Keil (* 15. Juli 1951; † 1. Dezember 2024; verehelicht Heidi Lamschik) war eine deutsche Volleyballspielerin und -trainerin.
Heidi Keil spielte bis 1980 in der Bundesliga über 500-mal für den 1. VC Schwerte und wurde hier 1978 und 1979 Deutscher Volleyball-Meister sowie 1977, 1978 und 1980 Deutscher Pokalsieger. Auch in der Deutschen Volleyball-Nationalmannschaft kam sie mehrfach zum Einsatz. Parallel hierzu erreichte Heidi Keil als Jugendtrainerin des VC Schwerte mehrere Deutsche Meistertitel. Auch in der Trainerausbildung war sie seit 1983 für den Westdeutschen Volleyballverband tätig.